# Кони Глин
Кони Глин (на английски: Connie Glynn) е английска влогърка, интернет знаменитост, косплейър и писателка, авторка на произведения в жанра фентъзи.

## Биография и творчество
Констанс „Кони“ Ела Глин е родена на 16 март 1994 г. в Хатфийлд, Хартфордшър, Англия. Заедно с брат си учат със стипендия в училището-интернат „Свети Кристофър“ в Лечуърт. Като тийнейджърка посещава уроци по музика и драма. Завършва университета на Съсекс във Фалмър с бакалавърска степен по филмография, след което се премества в Лондон.
Докато е студентка, стартира блога Noodlerella в Tumblr, където публикува аниме и видео игри. През 2013 г. стартира успешния си „Ю Тюб“ канал Noodlerella брандиран в розов цвят, където дава израз на „слабостите“ си, които включват комикси, анимация, видео игри, косплей и всякакви сладурски нещица, вдъхновена от Дисни. По-късно стартира втори канал, първоначално наречен NoodleVlogs, а по-късно Connie. През 2016 г. тя дебютира и в киното, озвучавайки Мокси Дюдроп в британското издание на „Тролчета“.
Първият ѝ роман „Принцеса под прикритие“ от поредицата „Хрониките Роузууд“ е издаден през 2017 г. До известна степен поредицата е базирана на нейния опит от училището-интернат и идеята на романа „Принцът и просякът“. В общежитието на престижното училище „Роузууд Хол“ се срещат Лоти Пъмпкин, обикновено момиче, което живее с мащехата си, и Елинор Улфсън, единствена дъщеря на крал Александър Улфсън и престолонаследница на Марадова. Двете твърде много си приличат и това задейства техният интересен, но и опасен план, защото някой е научил тайната им.
През 2018 г. Кони Глин се отдалечава от нейната личност Noodlerella, а през август 2019 г. ребрандира далеч от „розовия цвят“ като част от своята идентичност и естетика, като реши да се съсредоточи повече върху писането и музиката с групата си Snaggletooth.

## Личен живот
Определя се като аромантична и бисексуална, а през 2021 г. прави видео, в което се разкрива като лесбийка.
Кони Глин живее в Лондон.

## Произведения

### Поредица „Хрониките Роузууд“ (Rosewood Chronicles)
1. Undercover Princess (2017)[1][2]
Принцеса под прикритие, изд.: ИК „Труд“, София (2020), прев. Николина Тенекеджиева
2. Princess in Practice (2018)
Принцеса в действие, изд.: ИК „Труд“, София (2020), прев. Николина Тенекеджиева
3. The Lost Princess (2019)
Изгубената принцеса, изд.: ИК „Труд“, София (2021), прев. Николина Тенекеджиева
4. Princess at Heart (2021)
Принцеса по сърце, изд.: ИК „Труд“, София (2021), прев. Николина Тенекеджиева
5. Princess Ever After (2022)
Принцеса по сърце, изд.: ИК „Труд“, София (2022), прев. Николина Тенекеджиева

### Филмография
- 2017 Magical Cat Emporium
- 2020 Leadley: Nightmare